# Stazione di Berlino Est (1867)
La stazione di Berlino Est (in tedesco Berlin Ostbahnhof, colloquialmente anche Küstriner Bahnhof – "stazione di Küstrin") era una stazione ferroviaria di Berlino, nel quartiere di Friedrichshain.

## Storia
Fu aperta nel 1867 come capolinea dell'Ostbahn per Königsberg (l'attuale Kaliningrad). La tettoia interna, progettata da Adolf Lohse e Hermann Cuno, misurava 188 metri di lunghezza e 38 di larghezza.
La stazione restò in servizio pochi anni: nel 1882, con l'apertura della Stadtbahn, l'Ostbahn venne deviata sullo Schlesischer Bahnhof così da poter percorrere quella linea. L'Ostbahnhof fu
quindi soppresso ed utilizzato, nei decenni successivi, come ricovero della Croce Rossa.
Nel 1929 all'interno dell'edificio aprì il varietà "Plaza", rilevato nel 1938 dall'associazione nazista Kraft durch Freude.
L'edificio fu distrutto dai bombardamenti della seconda guerra mondiale. Al suo posto sorge oggi la sede del quotidiano Neues Deutschland.